# Gare de Gorges
La gare de Gorges est une gare ferroviaire française de la ligne de Nantes-Orléans à Saintes, située sur le territoire de la commune de Gorges, dans le département de la Loire-Atlantique, en région Pays de la Loire.
En 2014, elle a été déplacée d’environ un kilomètre dans le cadre de la desserte du tram-train afin d’être plus proche du bourg du village.
C'est une halte voyageurs de la Société nationale des chemins de fer français (SNCF), desservie par des trains express régionaux TER Pays de la Loire et plus particulièrement le tram-train de Nantes à Clisson.

## Situation ferroviaire
La gare de Gorges est située au point kilométrique (PK) 24,127 de la ligne de Nantes-Orléans à Saintes, entre les gares du Pallet et de Clisson.

## Histoire

### Ancienne gare

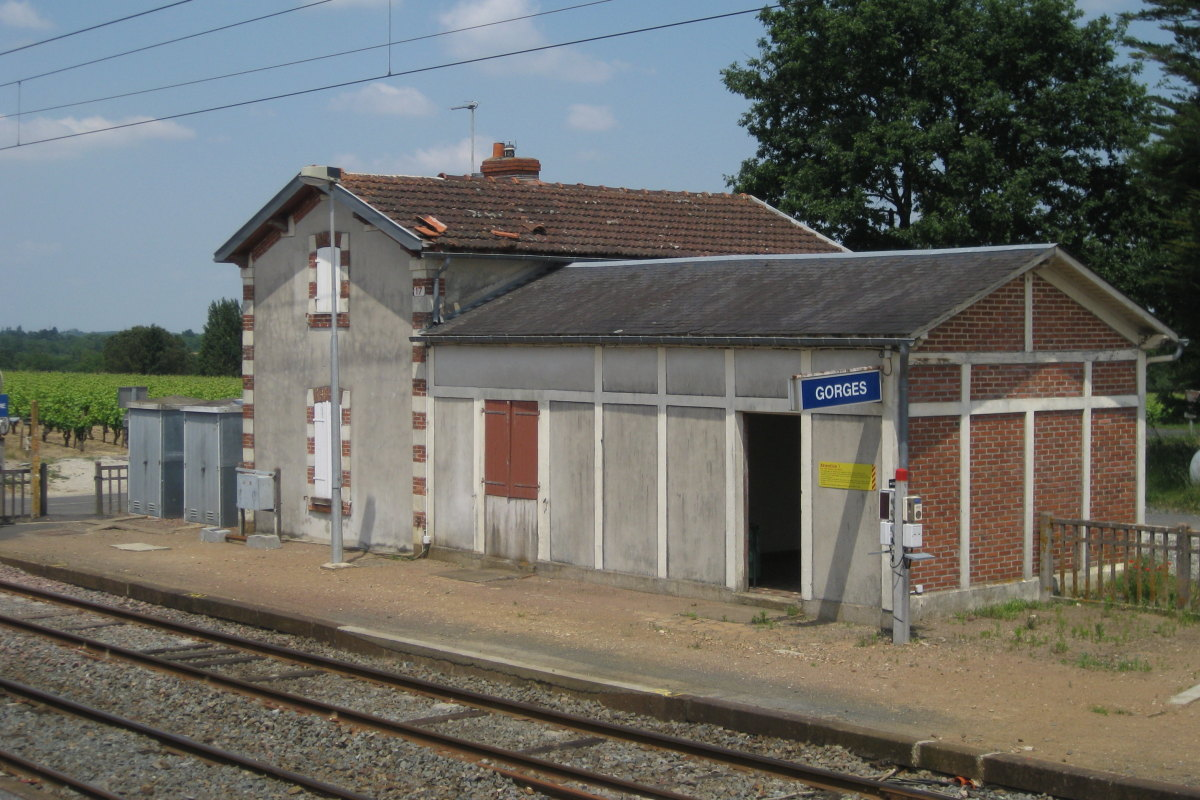
Le bâtiment voyageurs de l'ancienne gare lorsqu'elle était encore desservie par quelques TER (2009).

En 1866, le site de la nouvelle gare de Clisson dépendait à l'origine du territoire de la commune de Gorges. Les Clissonnais souhaitaient récupérer la jouissance du nouvel équipement situé au plus proche de leur centre-ville, ceci au grand dam des Gorgeois. La rivalité entre les deux municipalités fut telle qu'il fallut faire appel à l’arbitrage du préfet. L’annexion du terrain sur lequel était située de cette gare et l'emprise ferroviaire environnante fut prononcée en 1932 en faveur de Clisson, qui versa alors une compensation financière à sa voisine, laquelle eut également l’autorisation d’avoir sa propre gare. Le maire gorgeois de l'époque, Jules Polo, fournit lui le terrain au lieu-dit « la Gohardière », puis organisa une souscription auprès des habitants de Gorges et Saint-Lumine-de-Clisson (commune limitrophe de Gorges).
Celle-ci se trouvait à 1,2 kilomètre au nord-ouest du bourg (47° 06′ 29″ N, 1° 18′ 50″ O), au PK 23,075.
Le dernier train à effectuer un arrêt dans cette gare avant sa fermeture définitive a lieu le 13 décembre 2014 à 8 h 33. La gare est jusque-là desservie par un train à destination et deux en provenance de Nantes en semaine.

### Nouvelle gare
Avec le projet de Tram-train entre Nantes et Clisson, la question du devenir de la gare de Gorges a été posée.

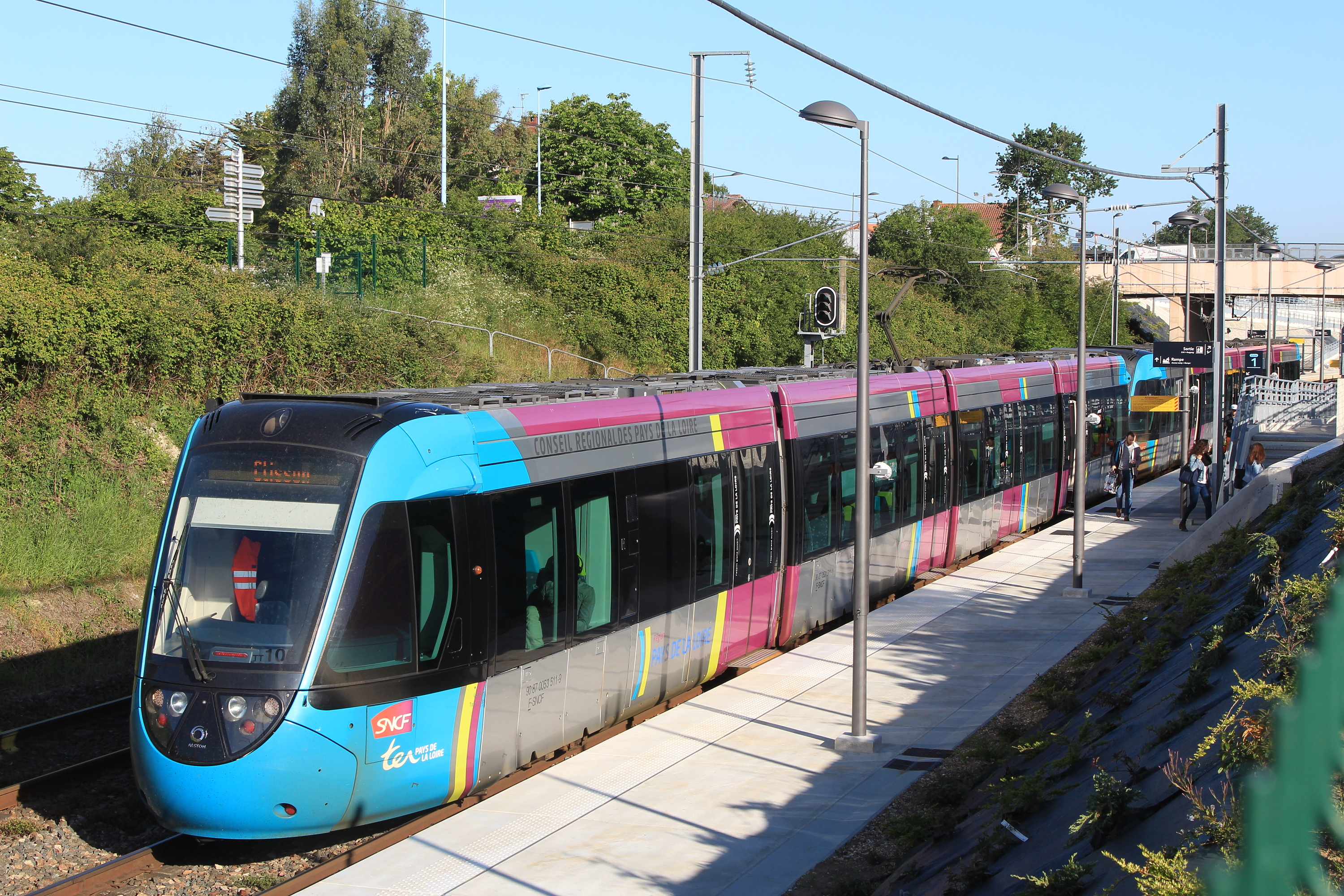
Un tram-train à destination de Clisson s'arrête sur le quai de la voie 1 de la nouvelle gare (2015).

En effet, celle-ci est excentrée par rapport au bourg et ne présente qu'une offre ferroviaire minime (à l’époque, deux allers-retours par jour en semaine). La gare de Clisson qui est à deux kilomètres du bourg de Gorges, présentant une offre ferroviaire beaucoup plus attractive.
Deux solutions ont donc été étudiées en 2007 : sa suppression ou son déplacement.
Cependant, la suppression de la gare était difficilement envisageable face au dynamisme démographique de la commune qui présente une progression de plus de 42 % de la population entre 1999 et 2008. 
En juillet 2011, le conseil communautaire de la Vallée de Clisson et la Région des Pays de la Loire ont validé la deuxième solution décidant la construction d'une nouvelle halte ferroviaire plus proche du bourg de Gorges (au niveau du pont rejoignant la route de Saint-Fiacre),. Cette nouvelle halte sera à terme desservie par tous les tram-trains, lorsque le projet de ce dernier, intimement lié au réaménagement et à la création d'un terminus technique à la gare de Clisson, sera entièrement abouti,. L'ancienne gare sera fermée et transformée par la commune en logement social. Le budget pour la création de cette nouvelle gare, de 3,5 millions d'euros, a été établi durant le premier semestre 2012, les travaux ont commencé en janvier 2014, pour une mise en service effectuée dans les délais prévus, le 14 décembre 2014.
Gorges est alors desservie par tous les tram-trains, soit sept allers-retours en semaine auxquels s’ajoutent les trois TER classiques circulant entre Nantes et La Roche-sur-Yon ou Cholet via la gare de Clisson (un aller et deux retours) qui desservaient déjà l'ancienne gare.

## Service des voyageurs

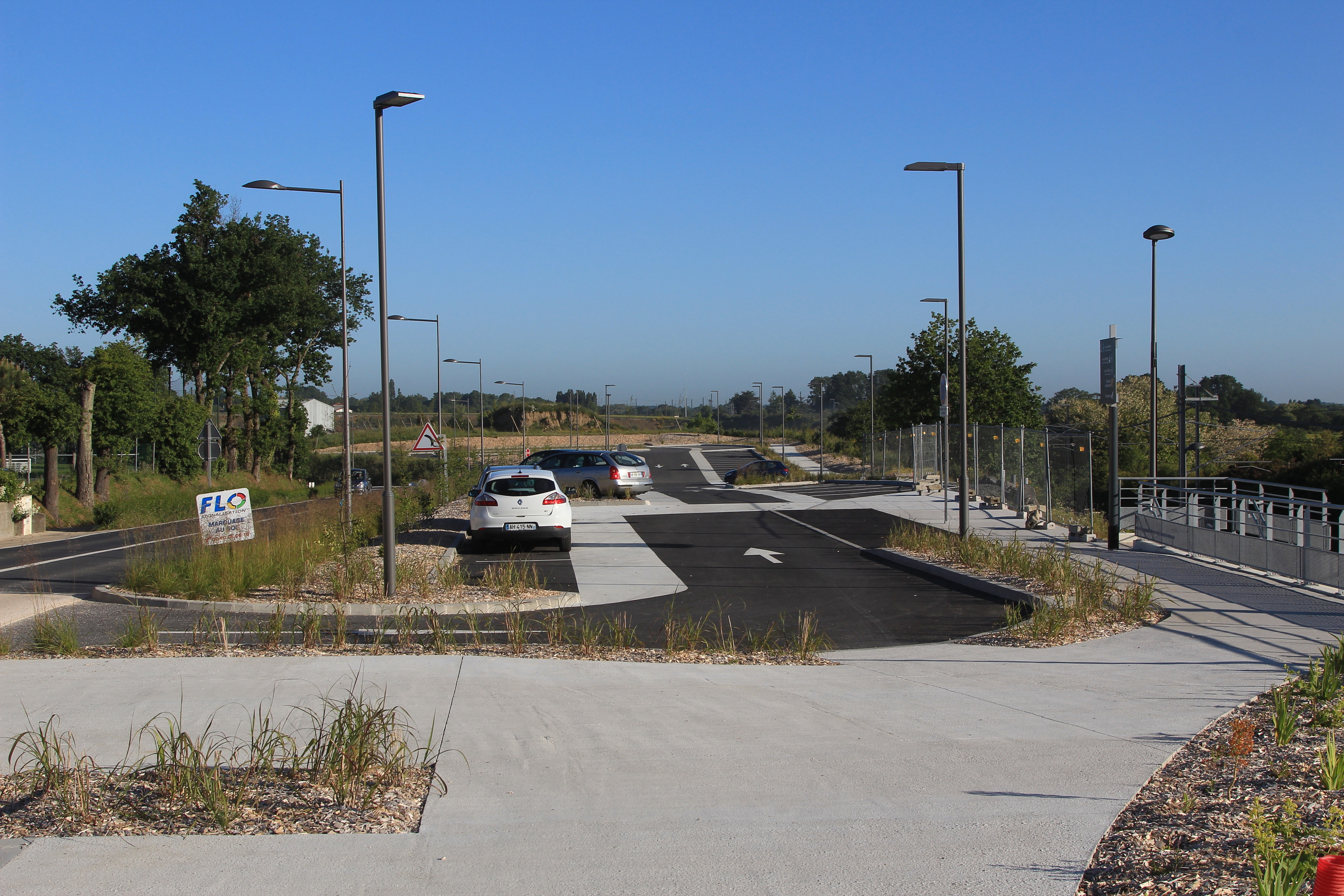
Parking de la gare.

### Accueil
Halte SNCF, c'est un point d'arrêt non géré (PANG) à entrée libre. Elle est équipée d'abris de quai et d'un distributeur de billets TER.

### Desserte
Gorges est desservie par tous les tram-trains du TER Pays de la Loire circulant entre Nantes et Clisson, soit 16 allers et 17 retours du lundi au vendredi. Cette offre devrait passer à 22 allers et 23 retours à partir du 31 août 2015.
L'offre est de 12 allers-retours le samedi et de 6 le dimanche.

### Intermodalité
Un parking pour voitures ainsi qu'un abri pour vélos est disponible.